# Beneficência Nipo-Brasileira de São Paulo
Beneficência Nipo-Brasileira de São Paulo (em japonês サンパウロ日伯援護協会) é uma associação privada, sem fins econômicos, que atua nas áreas de saúde e assistência social. É também conhecida como Enkyo, abreviação de seu nome em japonês "Engo Kyōkai".
Fundada em 28 de janeiro de 1959, por imigrantes japoneses e seus descendentes, o seu objetivo era prestar assistência aos imigrantes recém chegados ao porto de Santos. Ao longo dos anos ampliou as suas atividades e, hoje, presta serviços de assistências médicas e sociais tanto para japoneses quanto para brasileiros.

## História

### Cronologia
- 1959: Em 28 de janeiro, foi fundada a Associação de Assistência aos Imigrantes Japoneses em São Paulo.
- 1960: Em 23 de janeiro, foi inaugurada a Casa do Imigrante em Santos.
- 1960: Em 28 de abril, foram iniciadas as atividades da Assistência Médica Móvel.
- 1962: Em abril, foi fundado o Ambulatório Médico Enkyo.
- 1963: Em 2 de outubro, Enkyo é reconhecida como entidade de Utilidade Pública Estadual (Lei nº 7.981/63).
- 1964: Em 1º de setembro, Enkyo é inscrita na Secretaria Estadual de Assistência e Desenvolvimento Social (SEADS) sob o nº 1524.
- 1965: Em 1º de setembro, Enkyo passa a administrar o Sanatório São Francisco Xavier, situado em Campos do Jordão, que estava sob a administração da Sociedade Beneficente Santa Cruz.
- 1966: Em 5 de setembro, Enkyo é cadastrada no Conselho Nacional de Serviço Social.
- 1970: Em 24 de novembro, a sede social e o Ambulatório Médico Enkyo foram transferidos para o prédio da Sociedade Brasileira de Cultura Japonesa.
- 1971: Em abril, foi fundada a Casa de Reabilitação Social (Enkyo Kosei Home) na Rua Pirapitingui, nº 130, no bairro da Liberdade em São Paulo.
- 1972: Em 21 de julho, Enkyo altera sua razão social para Beneficência Nipo-Brasileira de São Paulo.
- 1973: Em 11 de maio, Enkyo é reconhecida como entidade de Utilidade Pública Federal (Decreto nº 72.220/73).
- 1974: Em 14 de julho, a Casa do Imigrante se tornou a Casa de Reabilitação Social em Santos (Santos Kosei Home).
- 1975: Em fevereiro, foi fechada a Casa de Reabilitação Social em São Paulo e seus usuários foram transferidos para a Casa de Reabilitação Social em Santos.
- 1977: Em 19 de março, foi inaugurado o Centro de Reabilitação Psicossocial em Guarulhos "Yassuragui Home".
- 1979: Em 3 de setembro, a Federação dos Clubes Nipo-Brasileiros de Anciões se torna uma pessoa jurídica independente da Enkyo.
- 1983: Em 16 de janeiro, foi inaugurada a Casa de Repouso Suzano "Ipelândia Home".
- 1984: Em 1º de setembro, o Ambulatório Médico Enkyo inicia os atendimentos odontológicos.
- 1988: Em 18 de junho, foi inaugurado o Hospital Nipo-Brasileiro.
- 1991: Em 28 de janeiro, foi inaugurado o novo prédio de 5 andares da Casa de Reabilitação Social em Santos.
- 2000: Em 9 de janeiro, foi fundada a Casa de Repouso Akebono (Akebono Home) no município de Guarulhos, ao lado de Yassuragui Home.
- 2000: Em maio, o Sanatório São Francisco Xavier altera sua atividade para casa de repouso e o nome para Recanto de Repouso Sakura Home.
- 2003: Em 27 de setembro, foi fundada a Unidade Amami em Vila Carrão, São Paulo
- 2006: Em 1º de abril, foram iniciadas as atividades do Projeto de Integração Pró-Autista Pipa.
- 2009: Em 15 de agosto, foi inaugurado o Centro de Ação Social Enkyo, no bairro da Liberdade em São Paulo.
- 2010: Em março, a sede social e o Ambulatório Médico Enkyo foram transferidos para o Centro de Ação Social Enkyo. Ao mesmo tempo, dentro da nova sede, foram iniciadas as atividades do Centro de Convivência do Idoso Enkyo e o Ambulatório Médico Enkyo passou a se denominar Centro Médico Liberdade.
- 2013: Em agosto, foi inaugurado o Hospital São Miguel Arcanjo.
- 2014: Em janeiro, foi fundada a Associação Nipo-Brasileira de Assistência Social - Enkyo
- 2015: Em 15 de outubro a Enkyo assina o contrato de aquisição da compra de um imóvel ao lado do Centro de Ação Social Enkyo - Unidade Amami e em 5 de dezembro, inauguração do Pronto Atendimento no Hospital São Miguel Arcanjo
- 2016: Em 4 de setembro, Lançamento da Pedra Fundamental da Ampliação da Casa de Repouso Suzano (Ipelândia Home).
- 2017: Em 7 de outubro, inauguração da ampliação da Casa de Repouso Suzano (Ipelândia Home)

### Presidentes
1º Presidente Moriji Anze (1959 - 1961)
2º Presidente Guenitiro Nacazawa (1961 - 1975)
3º Presidente Tadashi Takenaka (1975-1992)
4º Presidente Kazuo Harasawa (1992 - 1994)
5º Presidente Takeichi Wai (1994 - 2005)
6º Presidente Seiti Sacay (2005 - 2007)
7º Presidente Ignácio Tadayoshi Moriguchi (2007 - 2011)
8º Presidente Yoshiharu Kikuchi (2011 - 2016)
9º Presidente Akeo Uehara Yogui (2017 - atualidade)

## Atividades

### Saúde

#### Assistência Médica Móvel
Também conhecido como Junkai (derivante de sua denominação em japonês "Junkai Shinryo").
A Junkai é uma equipe formada por médicos, enfermeiras, laboratoristas e funcionários da Enkyo.
Eles viajam pelo país, prestando serviços de consultas médicas, exames laboratoriais e orientações nutricionais em colônias japonesas.
O atendimento é bilíngue, podendo ser em português ou japonês, e idosos, a partir de 70 anos, podem realizar diversos exames gratuitamente.

#### Centro Médico Liberdade
O antigo "Ambulatório Médico Enkyo", foi fundado em abril de 1962.
Atualmente, se localiza no bairro da Liberdade e presta atendimentos ambulatoriais, odontológicos e check-up médico.
Sua principal característica é o atendimento bilíngue, oferecendo aos seus pacientes o atendimento tanto na língua portuguesa quanto na língua japonês. Devido a esta característica e a sua localização no bairro oriental da Liberdade, a maioria de seus pacientes são nipo-brasileiros, sendo uma referência para a comunidade nikkei.

#### Hospital Nipo-Brasileiro
Foi inaugurado em 18 de junho de 1988.
Localizado próximo à Rodovia Presidente Dutra, no bairro de Parque Novo Mundo, na Zona Nordeste de São Paulo, é um hospital geral e maternidade de referência na região.
Além de prestar atendimentos hospitalares particulares, realiza um projeto de caráter comunitário, oferecendo assistência médica e odontológica gratuitas às crianças residentes no bairro de Parque Novo Mundo.

#### Hospital São Miguel Arcanjo
Inaugurado em 10 de agosto de 2013, atende aos pacientes do Sistema Único de Saúde (SUS).
Localizado na Rua Tadashi Takenaka, rua nomeada em homenagem ao 3º Presidente da Enkyo, é o único hospital do município de São Miguel Arcanjo.

### Assistência Social

#### Setor de Serviço Social
Em sua sede, a Enkyo possui o setor de Serviço Social aonde são realizados atendimentos de assistência social.
Dentro deste setor está instalado o Centro de Convivência do Idoso Enkyo e Mulheres na Maturidade. Este centro oferece um serviço de convivência e fortalecimento de vínculos para idosos, a partir de 60 anos, e mulheres, de 45 a 59 anos.

#### Instituições de Longa Permanência para Idosos

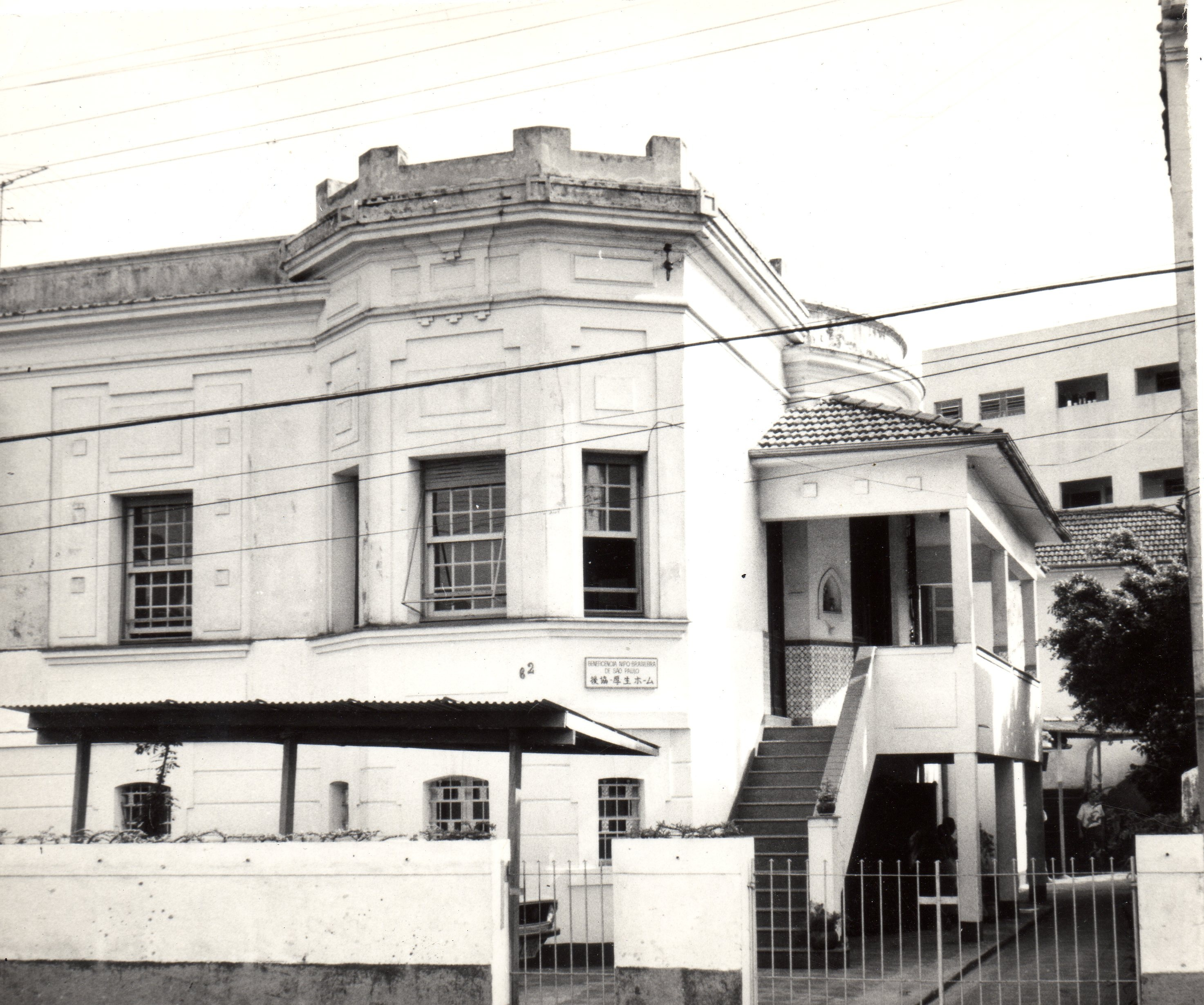
Casa do Imigrante

##### Santos Kosei Home
Esta unidade foi fundada como a "Casa do Imigrante" em 23 de janeiro de 1960.
Inicialmente, acolhia os imigrantes japoneses recém chegados no porto de Santos, assistindo-os nos seus primeiros passos no Brasil. Nos anos 70, com o fim da chegada de navios de imigrantes em Santos, passou a abrigar e assistir pessoas com diversos problemas como: situação de pobreza, problemas mentais, etc.
Em 1991, a unidade foi totalmente reformulada, se tornando a casa de repouso para idosos de 5 andares, como funciona atualmente.

##### Sakura Home
Sakura Home é uma casa de repouso para idosos situada no município de Campos do Jordão. Dentro do mesmo estabelecimento, funciona um centro de convivência para idosos, dois dias por semana. 
Foi inaugurado em 1937 como "Sanatório Dōjinkai", um sanatório para tratamento de tuberculose. Durante a Segunda Guerra Mundial, sua denominação foi alterada para "Sanatório São Francisco Xavier".
Em 1965, passou a ser administrado pela Enkyo. Com o avanço da medicina, o número de pacientes internados diminuiu drasticamente, o que acarretou na mudança de atividade do estabelecimento de sanatório para casa de repouso, como é conhecido atualmente.
No terreno da mesma, há um parque de cerejeiras onde é realizada anualmente a Festa das Cerejeiras em Flor ("Sakura Matsuri").

##### Ipelândia Home
Ipelândia Home é uma casa de repouso para idosos, fundada em 16 de janeiro de 1983, na colônia japonesa de "Fukuhaku" no município de Suzano.
A casa apresenta um belo campo de dálias dentro de seu vasto terreno, onde é realizada anualmente a Festa da Dália.

##### Akebono Home
Akebono Home é uma casa de repouso para idosos, situada no terreno adjacente ao de "Yassuragui Home". Foi fundada em 9 de janeiro de 2000, porém a sua construção foi realizada em 5 etapas, concluindo todas as obras em 11 de fevereiro de 2003.
Esta casa oferece cuidados especiais aos idosos dependentes nas atividades da vida diária.

#### Yassuragui Home
Inaugurada em 19 de março de 1977, no município de Guarulhos, Yassuragui Home iniciou suas atividades como Centro de Reabilitação Social em Guarulhos. Mais tarde, alterou a sua denominação para Centro de Reabilitação Psicossocial em Guarulhos.
Inicialmente, era um centro onde os pacientes com transtornos mentais eram internados para tratamento. Porém, a partir de junho de 2012, o centro alterou a sua forma de funcionamento. Atualmente, Yassuragui Home atende como moradia assistida e seus internos frequentam o Centro de Atenção Psicossocial (CAPS) da região para receberem acompanhamento profissional.

#### Unidade Amami
A Unidade Amami, inaugurada em 27 de setembro de 2003, no bairro de Vila Carrão no município de São Paulo, é um centro de convivência para crianças e adolescentes.
No início, a unidade oferecia serviços para crianças, adolescentes e idosos. Mas com o decorrer do tempo, o atendimento a idosos foi abolido. Hoje, a unidade presta serviços a crianças e adolescentes de 6 a 14 anos residentes na região de Vila Carrão.
A sua denominação "Unidade Amami" é uma homenagem aos imigrantes japoneses originários das Ilhas Amami no Japão, que doaram o imóvel onde funciona esta unidade.

#### Projeto de Integração Pró-Autista
O Projeto de Integração Pró-Autista (Pipa) é uma unidade que oferece atendimento às crianças com o transtorno do espectro autista.
Este projeto iniciou as suas atividades em abril de 2006, dentro do Templo Budista Nikkyoji, situado no bairro de Vila Mariana na zona sul de São Paulo, mais tarde mudando-se para as proximidades do Hospital Nipo-Brasileiro, no bairro de Parque Novo Mundo, na Zona Nordeste de São Paulo.
A principal característica deste projeto é a "Terapia de Vida Diária". Este método se diferencia das demais pela não utilização de medicamentos no tratamento de autistas.